# 住友電気工業
住友電気工業株式会社（英: Sumitomo Electric Industries, Ltd.）は、大阪府大阪市中央区北浜（住友村）及び東京都港区元赤阪に本社を置く、日本最大の非鉄金属メーカーである。
住友グループに属し、日本電気（NEC）や住友商事とともに住友新御三家の一角。世界トップシェアの製品を多数持ち、40カ国以上に約400社、日本企業第3位となる約30万人の社員を擁する。日経平均株価およびTOPIX Large70、JPX日経インデックス400の構成銘柄の一つ。関西財界の重鎮。

## 概要
住友電工の歴史は、1691年（元禄4）の住友家（旧住友財閥）による別子銅山（愛媛県新居浜市）の開発に始まる。環境エネルギー、情報通信、自動車、エレクトロニクス、産業素材など幅広い事業を行っている。近年は従来の電線事業の他に光ファイバーの製造技術による光通信システム、粉末冶金、超硬合金、半導体材料などの新素材など、新分野の開発でも多くの実績を残している。製造業としては海外展開の最も進んだ企業の一つ。
住友グループの中核企業であり、白水会および住友グループ広報委員会に所属している。住友商事、NECとともに住友新御三家の一角である。住友ゴム工業の筆頭株主でもある。関西経済連合会の会長を複数輩出しており、関西財界においても影響力は大きい。

## 沿革
- 1897年（明治30年）4月 - 住友本店の一事業として「日本製銅株式会社」を買収。4月1日、「住友伸銅場」が開設され、銅板、銅棒とともに銅線（裸線）の製造を開始。
- 1900年（明治33年）- 逓信省納入用の硅銅線製造開始。
- 1908年（明治41年）- 電力用ケーブルの製造を開始。
- 1909年（明治42年）- 通信用ケーブルの試作を開始。
- 1911年（明治44年）8月 - 住友伸銅場の電線製造部門が独立し、住友電線製造所発足。国産初の高圧地下送電線ケーブル（11,000V）を納入。
- 1916年（大正5年）- 年々増加する電線の需要に対応するため、工場を移転・拡張し、新工場（現・大阪製作所）開設。
- 1920年（大正9年）12月 - 株式会社住友電線製造所に改組。
- 1939年（昭和14年）11月 - 住友電気工業株式会社に商号変更。
- 1941年（昭和16年）3月 - 伊丹製作所操業開始。
- 1949年（昭和24年）5月 - 東証・大証・名証に上場。
- 1961年（昭和36年）5月 - 横浜製作所操業開始。
- 1974年（昭和49年）12月 - 光ファイバー製造開始。
- 1982年（昭和57年）- 世界最大級1.2カラットのダイヤモンド単結晶の合成に成功。1984年のギネスブックにも掲載。
- 1996年（平成8年）- 酸化物系高温超電導線材の長尺化技術を開発。低損失で高密度な通電が可能な超電導物質。ビスマス系高温超電導線材で、1,000ｍを超える長尺線を開発した。
- 2004年（平成16年）- 韓国電力公社電力研究院（KEPRI）より高温超電導ケーブルシステムを受注。電力搬送用高温超電導ケーブルとしては世界で初めての商業契約。
- 2007年（平成19年）12月 - 日新電機を株式公開買付け（TOB）により、持分法適用関連会社から連結子会社とする。住友電装を完全子会社化。
- 2008年（平成20年）7月 - 特例子会社としてすみでんフレンドを設立。10月より伊丹営業所で事業を開始。
- 2014年（平成26年） - 株式会社ジェイ・パワーシステムズを完全子会社化
- 2019年（令和元年）9月 - テクノアソシエを連結子会社化。
- 2023年（令和5年）5月 - 日新電機とテクノアソシエを完全子会社化

### 歴代経営者
- 湯川寛吉（住友電線製造所設立者）
- 古田俊之助

## 歴代社長
- 別宮貞俊
- 岸要
- 北川一栄
- 鍋島綱利
- 阪本勇
- 亀井正夫
- 川上哲郎
- 倉内憲孝
- 岡山紀男
- 松本正義
- 井上治

## 製品・事業
自動車
- ワイヤーハーネス
- 防振ゴム
- スチールコード

エレクトロニクス
- プリント基板（FPC）
- 配線材
- 化合物半導体
- Thunderboltケーブル

情報通信
- 光ファイバー
- 光ケーブル
- ハンディターミナル
- 交通管制システム
- モデム

環境エネルギー
- 銅荒引線
- 電力ケーブル
- 産業用電線
- 超電導ケーブル
- マグネットワイヤ―
- 鉄道車両用空気ばね
- 金属多孔体　セルメット
- 超高圧・光複合海底ケーブル

産業素材
- 切削工具
- 焼結部品
- ヒートシンク
- PC鋼線
- レーザー用レンズ
- 合成ダイヤモンド

### シェア
同社が手掛ける製品は多岐に渡り、代表例として下記の製品がある。
- ワイヤーハーネス/世界第1位
- CBN工具/世界第1位
- 化合物半導体（GaAs、InP）/世界第1位
- 電子ワイヤー/世界第1位
- 光ファイバーケーブル/世界第3位
- 光ファイバー、光通信用デバイス/世界上位

## 国内主要グループ企業
環境エネルギー
- 日新電機
- 大黒電線
- 富田電機
- 北海道電機
- 住友電設（東証プライム上場）
- 住電HSTケーブル（日立金属及びタツタ電線との共同出資）
- 住友電工産業電線
- 住友電工ウインテック
- 富山住友電工
- 住電機器システム
- ジェイ・パワーシステムズ

情報通信
- 住友電工オプティフロンティア
- 日本通信電材
- スターネット
- ブロードネットマックス - 2014年10月1日以降、CATVシステム保守事業以外の事業を譲受。
- 住電オプコム
- 清原住電
- 住電通信エンジニアリング
- 住友電工デバイス・イノベーション

自動車
- 住友電装
- 住友理工（東証プライム上場）
- オートネットワーク技術研究所（住友電装も出資）
- 住友電工システムソリューション

エレクトロニクス
- 住電ファインコンダクタ
- 住電半導体材料
- 住電商事
- 住友電工電子ワイヤー
- 住友電工プリントサーキット
- 住友電工ファインポリマー

産業素材
- アライドマテリアル
- アクシスマテリア
- 北海道住電精密
- 九州住電精密
- 東海住電精密
- 北海道スチールワイヤー
- 栃木住友電工
- 星工業
- 住友電工ハードメタル
- 住友電工焼結合金
- 五興商事
- 三沢興産
- 宝産業

その他
- SEIロジネット
- SEIビジネスクリエイツ
- SEIプロスタッフス
- 住友電工情報システム（住友電装も出資）
- 住友電工テクニカルソリューションズ
- 住電資材加工
- サンレー冷熱
- テクノアソシエ

## 関係会社
- 住友ゴム工業（東証プライム上場）
- ミライト・ワン（東証プライム上場）
- OCC（NECと共同出資）
- 原子燃料工業
- ASブレーキシステムズ
- アドヴィックス（住友電気工業ほか各社のブレーキ部門を統合の上で設立）

## 主要事業所
- 大阪本社（登記上の本店） - 大阪市中央区北浜4丁目5-33（住友ビル）
- 東京本社 - 東京都港区元赤坂1丁目3-13（赤坂センタービルディング）
- 大阪製作所 - 大阪市此花区島屋1丁目1-3
- 伊丹製作所 - 兵庫県伊丹市昆陽北1丁目1-1
- 横浜製作所 - 横浜市栄区田谷町1
- 茨城製作所 - 茨城県日立市日高町5-1-1（日高）、日立市川尻町4-10-1（豊浦）、日立市久慈町4-5862-2（みなと）

## 社会関連

### スポーツ
陸上競技部
- 陸上競技部の歴史は深く、1928年住友倶楽部対抗戦への参加を契機にteamが発足。全国レベルの選手が増え、会社直轄の競技部へ体制変更。
- 2019年7月20日にロンドンで開催されたダイヤモンドリーグの男子100mにて、小池祐貴選手が日本人3人目の9秒台となる9秒98をマーク。
- 2021年に開催された東京オリンピックの男子100mに、多田修平選手・小池祐貴選手が出場。
- 2023年6月30日にスイス・ローザンヌで開催されたダイヤモンドリーグの男子110mHにて、泉谷駿介選手が日本男子初となる優勝を果たす。

その他
- 9人制バレーボール部（男子） - 全国タイトル計35回（富士通と並ぶ歴代最多タイ、都市対抗4回・全日本実業団6回・国体3回・全日本総合11回・櫻田記念9回・トップリーグ2回）を誇る強豪と知られる。

## 諸問題
- 2010年（平成22年）12月1日 - NTT東日本・西日本両社発注の光ケーブルを巡る価格カルテル事件に2005年から2009年にかけて関わっていたことが発覚し、自主申告を行った場合に適用される課徴金減免制度を使わなかったために課徴金分の損害を受けたとして、ある株主が株主代表訴訟を起こす[5]。2014年5月7日、役員らが会社に5億2000万円を支払う和解が、大阪地方裁判所で成立した[6]。